# Gare de Vitry-en-Artois
Gare de Vitry-en-Artois vasútállomás Franciaországban, Vitry-en-Artois településen.

## Vasútvonalak
Az állomást az alábbi vasútvonalak érintik:
- Párizs-Lille-vasútvonal

## Kapcsolódó állomások
A vasútállomáshoz az alábbi állomások vannak a legközelebb:
- Gare de Biache-Saint-Vaast
- Gare de Brebières-Sud